# Wilfried Setzler
Wilfried Setzler (* 27. Mai 1943 in Pforzheim) ist ein deutscher Historiker und Germanist.

## Leben und Wirken
Wilfried Setzler studierte Geschichte, Germanistik, Volkskunde, Kunstgeschichte, Philosophie und Politologie. Er war wissenschaftlicher Mitarbeiter von Hansmartin Decker-Hauff und promovierte über das Kloster Zwiefalten. 1973 wurde er Mitglied im Schwäbischen Heimatbund und unterstützte diesen mit bei zahlreichen Fahrten, Exkursionen und Vorträgen sowie in dessen Veranstaltungsausschuss und Redaktionsausschuss. Am 1. August 1980 wurde er Leiter des Kulturamts der Stadt Tübingen. In seiner 27-jährigen Dienstzeit kümmerte er sich unter anderem um die Zukunft des Sudhauses, die Eigenständigkeit des Zimmertheaters, den Umzug der Volkshochschule in die ehemalige Loretto-Kaserne und die Französischen Filmtage sowie um Stadtmuseum, Stadtbücherei, Stadtarchiv, Kunsthalle und Hölderlinturm. Er pflegte internationale Beziehungen nicht nur zu den Partnerstädten: Tübingen war 1981 eine der ersten deutschen Städte, die ihre ehemaligen jüdischen Mitbürger und später auch die früheren Zwangsarbeiter eingeladen hat.
1995 ernannte ihn die Universität Tübingen zum Honorarprofessor an der Fakultät für Philosophie und Geschichte. 2008 wurde er als Stellvertretender Vorsitzender Ehrenmitglied des Schwäbischen Heimatbunds. Er war außerdem Vorsitzender des Tübinger Kunstvereins e. V. und Geschäftsführer des Vereins der Freunde der Tübinger Kultur e. V.
Er gilt als fundierter Kenner der Geschichte und Kultur der Universitätsstadt Tübingen und des Landes und ist ein viel gesuchter und gehörter Redner von Vorträgen und Führungen, z. B. in der Reihe Kennen Sie Tübingen? Im Herbst 2001 wurde er als „Fernsehprofessor“ in der Landesschau des SWR zum Thema 50 Jahre Baden-Württemberg einem breiteren Publikum bekannt.
Im Jahre 2015 übernahm er bis Ende 2018 den Vorsitz der Studienstiftung Hohentübingen.
Setzler war ständiges Redaktionsmitglied des Schwäbischen Heimatkalenders.

## Schriften und Herausgeberschaften (Auswahl)
- „Das Zusammenleben von Christen und Israeliten dahier ist das herzlichste und friedlichste.“ Zur Geschichte der jüdischen Gemeinde in Wankheim von ihrem Beginn 1774 bis zu ihrer Auflösung 1882. In: Benigna Schönhagen, Wilfried Setzler (Hrsg.): Jüdisches Schwaben. Neue Perspektiven auf das Zusammenleben von Juden und Christen (= Landeskundig, Bd. 7). Thorbecke, Ostfildern 2024, S. 165–187, ISBN 978-3-7995-2076-8.
- (Hrsg.): Robert Hirsch (1857–1939). Ein jüdischer Schwabe, seine Familie und seine Erinnerungen. Herausgegeben, ediert und kommentiert von Wilfried Setzler (= Beiträge zur Tübinger Geschichte, Bd. 15). Thorbecke, Ostfildern 2023, ISBN 978-3-7995-2046-1.
- Mit Sibylle Setzler: Stiftskirche Tübingen – Geschichte · Architektur · Kunstschätze – Ein Führer. Verlag Schwäbisches Tagblatt, Tübingen 2010.[7]
- Mit Johann Peter Hebel von Ort zu Ort. Lebensstationen des Dichters in Baden-Württemberg. Silberburg, Tübingen 2010.
- Mit Schiller von Ort zu Ort. Lebensstationen des Dichters in Baden-Württemberg. Silberburg, Tübingen 2009.
- Mit Karl-Josef Kuschel, Tilman Rösch: „Mein Geist ins unbekannte Land …“. Dichter und Denker auf Tübinger Friedhöfen. Klöpfer & Meyer Verlag, Tübingen 2009.
- Tübingen. Auf alten Wegen Neues entdecken. Ein Stadtführer. 1.–4. Aufl. Verlag Schwäbisches Tagblatt, Tübingen 1997–2005.
- Mit Irene Ferchl: Mit Mörike von Ort zu Ort. Lebensstationen des Dichters in Baden-Württemberg. Silberburg, Tübingen 2004.
- Mechthild von der Pfalz 1419–1482. DRW-Verlag, Leinfelden-Echterdingen 2003.
- Hesse in Tübingen. Silberburg, Tübingen 2002.
- Mit Ulrich Köpf, Sönke Lorenz, Anton Schindling (Hrsg.): „Brunnen des Lebens“ – Orte der Wissenschaft: Ein Rundgang durch 525 Jahre Universität Tübingen. Verlag Schwäbisches Tagblatt, Tübingen 2002.
- Mit Max Gögler, Alfred Weber: Politics and Pop. People and Partnership: 50 Jahre Deutsch-Amerikanisches Institut Tübingen. Kulturamt, Tübingen 2002.
- Mit Siegwalt Schiek: Das älteste Tübinger Ehebuch 1553–1614. Konrad Theiss Verlag, Stuttgart 2000.
- Mit Benigna Schönhagen, Hans-Otto Binder: Jüdisches Tübingen. Schauplätze und Spuren. Medien und Dialog, Haigerloch 1999 (= Orte jüdischer Kultur; Bd. 9).
- (Hrsg.): Hansmartin Decker-Hauff: Frauen im Hause Württemberg. DRW, 2. Aufl. 1999.
- Mit Sönke Lorenz: Heinrich Schickhardt. Baumeister der Renaissance. Leben und Werk des Architekten, Ingenieurs und Städteplaners. DRW, Leinfelden-Echterdingen 1999.
- Von Menschen und Maschinen. Industriekultur in Baden-Württemberg. Metzler-Verlag, Stuttgart 1998.
- (Hrsg.): Reden und Aufsätze von und über Carlo Schmid, 1896–1979. Eine Kostprobe zum 100. Geburtstag. Kulturamt, Tübingen 1996 (= Kleine Tübinger Schriften, Bd. 19).
- Das Zisterzienserkloster Bebenhausen. Beiträge zur Archäologie, Geschichte und Architektur. Kulturamt, Tübingen 1995 (= Beiträge zur Tübinger Geschichte, Bd. 6).
- Schwäbischer Albverein e. V., Stuttgart (Hrsg.): Schönbuch – Tübingen – Rammert, 2., bearb. Auflage. Theiss, Stuttgart 1993.
- Mit Reiner Rinker (Hrsg.): Die Geschichte Baden-Württembergs, 2. Auflage. Theiss, Stuttgart 1987.
- Kulturgeschichte des Fernrohrs – Sammlung Rienitz. Kulturamt, Tübingen 1985.
- Mit Uwe Dietrich Adam: Hochschule und Nationalsozialismus. Die Universität Tübingen im Dritten Reich. Mohr Siebeck Verlag, Tübingen 1984.
- Mit Hansmartin Decker-Hauff, Franz Quarthal (Hrsg.): Die Pfalzgrafen von Tübingen – Städtepolitik, Pfalzgrafenamt, Adelsherrschaft im Breisgau. Jan Thorbecke Verlag, Sigmaringen 1981.
- Mit Volker Himmelein, Klaus Merten u. a.: Barock in Baden-Württemberg. Theiss, Stuttgart 1981.
- Kloster Zwiefalten. Eine Schwäbische Benediktinerabtei zwischen Reichsfreiheit und Landsässigkeit. Studien zu ihrer Rechts- und Verfassungsgeschichte. Thorbecke, Sigmaringen 1979 (zugleich: Dissertation, Universität Tübingen, 1977).
- 1477–1977: Eberhard-Karls-Universität Tübingen (frz.: 1477–1977: L’Université Eberhard-Karl, engl.: 1477–1977: Eberhard-Karls-University Tübingen). Attempto-Verlag, Tübingen 1977.
- Der alte Karzer der Universität Tübingen. Staatlich geschütztes Kulturdenkmal. Landesdenkmalamt Baden-Württemberg, Stuttgart 1977.